# Saint-Nicolas-de-la-Taille
Saint-Nicolas-de-la-Taille é uma comuna francesa na região administrativa da Normandia, no departamento de Sena Marítimo. Estende-se por uma área de 9,27 km². Em 2010 a comuna tinha 1 633 habitantes (densidade: 176,2 hab./km²).